# فرضية دوسبرغ
فرضية دوسبرغ، فرضية البروفيسور بيتر دوسبرغ في جامعة كاليفورنيا، التي تقول بأن العديد من العوامل غير المعدية مثل، استخدام العقاقير هي سبب الإيدز، وأن فيروس نقص المناعة البشرية هو مجرد فيروس غير ضار يصيب المسافرين. الإجماع العلمي هو أن فرضية دوسبرغ غير صحيحة وأن فيروس نقص المناعة البشرية هو سبب الإيدز. أبرز مؤيدي هذه الفرضية هم دوسبرغ نفسه، وعالم الكيمياء الحيوية ديفيد راسنيك، والصحفية سيليا فاربر.

## دور تعاطي المخدرات بشكل قانوني وغير قانوني
يجادل دوسبرغ بوجود علاقة إحصائية ما بين تعاطي المخدرات وحالات الإيدز، وأن تزايد حالات الإيدز في الثمانينيات توافق مع وباء تعاطي المخدرات في الولايات المتحدة وأوروبا خلال نفس الإطار الزمني.
لا تدعم البيانات الوبائية هذه الادعاءات، كان متوسط الزيادة السنوية في الوفيات المرتبطة بالمواد الأفيونية من عام 1990 إلى عام 2002 ما يقرب من ثلاثة أضعاف الزيادة السنوية من 1979 إلى 1990، مع أكبر زيادة في الفترة الممتدة ما بين عامي 2000-2002، ومع ذلك فقد انخفضت حالات الإيدز والوفيات بشكل كبير خلال منتصف وأواخر التسعينيات. بعد التحقق من ادعاء دوسبرغ بأن تعاطي المخدرات، وليس فيروس نقص المناعة البشرية، هو سبب الإيدز على وجه التحديد وجد العلماء أنه مخطئ. وقد وجدت الدراسات الجماعية أن متعاطي المخدرات المصابين بفيروس نقص المناعة البشرية هم فقط من أُصيبوا بالأخماج الانتهازية. لا يصاب متعاطو المخدرات غير المصابين بفيروس نقص المناعة البشرية بمثل هذه العدوى، ما يشير إلى أن فيروس نقص المناعة البشرية هو سبب الإيدز وليس تعاطي المخدرات.
بالإضافة إلى ذلك، يجادل دوسبرغ بأن الأدوية المضادة لفيروس نقص المناعة البشرية مثل زيدوفودين، يمكن أن تسبب الإيدز. يعتبر هذا الادعاء بأن الأدوية المضادة للفيروسات تسبب الإيدز غير مثبت من قبل المجتمع العلمي. وجدت الدراسات الخاضعة للتحكم الوهمي أن العقار يسبب تحسينات متواضعة وقصيرة المدى في البقاء على قيد الحياة ويؤخر تطور الأخماج الانتهازية؛ ومن المؤكد أنه لم يسبب الإيدز، الذي يتطور في كل من مرضى الدراسة المعالجين وغير المعالجين. مع التطور اللاحق لمثبطات الأنزيم البروتيني والعلاج الفعال بمضادات الفيروسات العكوسة، وثقت العديد من الدراسات حقيقة أن العقاقير المضادة لفيروس نقص المناعة البشرية تمنع تطور الإيدز وتطيل البقاء على قيد الحياة بشكل كبير، ما يدحض النظرية بأن هذه الأدوية تسبب الإيدز.

## تعريفات الإيدز الحالية
جادل دوسبرغ عام 1989 بأن عددًا كبيرًا من ضحايا الإيدز ماتوا دون دليل على الإصابة بفيروس نقص المناعة البشرية. ومع ذلك، باستخدام التقنيات الحديثة واختبار تفاعل البوليميراز المتسلسل، يمكن إثبات وجود فيروس نقص المناعة البشرية عند جميع مرضى الإيدز تقريبًا. نظرًا لأن الإيدز يُعرَّف الآن جزئيًا من خلال وجود فيروس نقص المناعة البشرية، إلا أن التعريفات الأولى للإيدز لم تذكر سبب المرض وقد أُجري أول تشخيص للإيدز قبل اكتشاف فيروس نقص المناعة البشرية. حدثت إضافة وجود إيجابية فيروس نقص المناعة البشرية إلى معايير المراقبة كشرط ضروري للغاية للإبلاغ عن الحالة في عام 1993، بعد أن توصل العلماء إلى إجماع على أن فيروس نقص المناعة البشرية يسبب الإيدز.

## الإيدز في أفريقيا
وفقًا لفرضية دوسبرغ، لم يُعثر على الإيدز في إفريقيا، وقد سماها (أسطورة وباء الإيدز الأفريقي)، بعض أسباب الفرضية وفقًا لدوسبرغ:
- حاجة مراكز السيطرة على الأمراض والوقاية منها ومنظمة الصحة العالمية والمنظمات الصحية الأخرى لتبرير وجودها وأهميتها، ما يؤدي إلى تصنيع الأوبئة المعدية من الحالات الطبية غير المعدية.
- الإثارة الإعلامية، مع القصص التي ساعدت في تشكيل الانطباع الغربي عن مشكلة الإيدز خارج نطاق السيطرة، ما أدى إلى مستويات عالية من التمويل.
- مشاركة في الخداع من قبل الأطباء المحليين الذين يرغبون في الاستفادة من أموال المساعدات: الأطباء الأفارقة أنفسهم يشاركون في بناء أسطورة جائحة الإيدز.
- ارتباك أو عدم كفاءة من جانب الأطباء الأفارقة: إذ يحصل خلط ما بين العديد من أمراض العالم الثالث الشائعة والإيدز حتى لو لم تكن جزءًا من تعريفها الرسمي.

يقول دوسبرغ أن حالات الإيدز الأفريقية هي مجموعة من الأمراض الأصلية القديمة، مثل الحمى المزمنة، وفقدان الوزن، والقهم، والإسهال، والسل التي تنتج جميعها عن سوء التغذية وضعف الصرف الصحي. على الرغم من ذلك، فقد زادت حالات الإيدز في إفريقيا في العقود الثلاثة الماضية مع زيادة انتشار فيروس نقص المناعة البشرية ولكن مع انخفاض نسب سوء التغذية وسوء الصرف الصحي في العديد من المناطق الأفريقية. في حين أن فيروس نقص المناعة البشرية والإيدز أكثر انتشارًا في المناطق الحضرية منه في المناطق الريفية في إفريقيا، رغم انتشار سوء التغذية وسوء الصرف الصحي بشكل أكثر شيوعًا في المناطق الريفية عنها في المناطق الحضرية.
وفقًا لدوسبرغ، من السهل تشخيص الأمراض الشائعة على أنها مرض الإيدز في إفريقيا لأن تشخيص الإيدز الأفريقي تعسفي ولا يشمل إجراء اختبار فيروس نقص المناعة البشرية. لم يتطلب تعريف الإيدز الذي اتفق عليه في عام 1985 من قبل منظمة الصحة العالمية في بانغي إجراء اختبار إيجابي لفيروس نقص المناعة البشرية، ولكن منذ عام 1985، أضافت العديد من البلدان الأفريقية اختبارات فيروس نقص المناعة البشرية الإيجابية إلى معايير بانغي للإيدز أو غيرت تعريفاتها لتتطابق مع تلك الخاصة بالمراكز الأمريكية لمكافحة الأمراض. أحد أسباب استخدام المزيد من اختبارات فيروس نقص المناعة البشرية على الرغم من تكلفتها هو أنه بدلًا من المبالغة في تقدير الإيدز كما يقترح دوسبرغ، فإن تعريف بانغي وحده يستبعد نحو نصف مرضى الإيدز الأفارقة.
نظرًا لأن حالات الإيدز المبلغ عنها في إفريقيا وأجزاء أخرى من العالم النامي تشمل نسبة أكبر من الأشخاص الذين لا ينتمون إلى المجموعات المعرضة للخطر المفضلة لدوسبرغ من مدمني المخدرات والمثليين الذكور، كتب دوسبرغ على موقعه على الإنترنت أنه لا توجد مجموعات معرضة للخطر في أفريقيا، مثل مدمني المخدرات والمثليين جنسيًا. ومع ذلك، فقد تناولت العديد من الدراسات قضية الفئات المعرضة للخطر في أفريقيا واستنتجت أن مخاطر الإيدز ليست متساوية عند الجميع. بالإضافة إلى ذلك، يقتل الإيدز في إفريقيا البالغين من الفئة العاملة والنشطين جنسيًا.
قبل رئيس جنوب إفريقيا ثابو مبيكي فرضية دوسبرغ، وخلال منتصف العقد الأول من القرن الحالي، رفض عروض المساعدة الطبية لمكافحة عدوى فيروس نقص المناعة البشرية، وهي سياسة التقاعس عن العمل التي أودت بحياة أكثر من 300 ألف شخص.